# ورزشگاه امام خمینی
ورزشگاه امام خمینی ورزشگاهی چند منظوره در شهر اراک در کشور ایران است. این ورزشگاه از سال ۱۳۸۶ مورد استفادهٔ تیم‌های لیگ یکی اراک و بعدها مورد استفادهٔ تیم بانوان شن سای اراک قرار گرفت و در حال حاضر هم میزبان بازی‌های باشگاه فوتبال آلومینیوم اراک است.
این ورزشگاه نخستین بار در سال ۱۳۸۶ و در بازی افتتاحیه بین یکی از تیم‌های لیگ یکی این شهرستان با تیم استقلال تهران مورد استفاده قرار گرفت و در حالی که بیش از بیست هزار نفر در ورزشگاه بودند بازی با پیروزی تیم اراکی همراه شد اما نخستین باری که این ورزشگاه در یک بازی رسمی پر شد دیدار تیم‌های آلومینیوم اراک و استیل آذین در سال ۱۳۸۸ و در لیگ دسته اول بود که به خاطر حساسیت بازی و رقابت دو تیم برای صعود به لیگ برتر ۱۵۰۰۰ هوادار سکوهای این ورزشگاه را پر کرده بودند. این ورزشگاه میزبان سوپرجام ۱۴۰۳ بین تیمهای سپاهان اصفهان وپرسپولیس تهران و همچنین فینال جام حذفی ۱۴۰۴–۱۴۰۳ بین تیمهای استقلال تهران و ملوان بندرانزلی نیز بوده است.

## استفاده‌کننده‌ها
باشگاه فوتبال صنایع اراک ۲۰۰۷–۲۰۰۸
باشگاه فوتبال آلومینیوم اراک ۲۰۰۸–۲۰۰۹
باشگاه فوتبال شن‌سا اراک ۲۰۰۹–۲۰۱۰
باشگاه فوتبال همیاری اراک ۲۰۱۰–۲۰۱۱
باشگاه فوتبال شهرداری اراک ۲۰۱۱–۲۰۱۳
باشگاه فوتبال آلومینیوم اراک ۲۰۱۳-اکنون